# Frederik Christian af Brandenburg-Bayreuth
Frederik Christian, markgreve af Brandenburg-Bayreuth (ty. Friedrich Christian) (17. juli 1708 i Weferlingen – 20. januar 1769 i Bayreuth) var markgreve af fyrstendømmet (markgrevskabet) Brandenburg-Bayreuth fra 1763 til sin død. Med ham uddøde den regerende slægtslinje i Bayreuth. Han var bror til dronning Sophie Magdalene og til Frederik Ernst. Han regnes for familiens sorte får.

## Biografi
Han var søn af Christian Henrik af Brandenburg-Kulmbach og Sophie Christiane (1667–1737), datter af grev Albrecht Friedrich von Wolfstein (1644–1693). Christian Henrik af Brandenborg-Kulmbach pantsatte i 1703 (Schönberger Vertrag) på grund af sin uduelighed og ødselhed sine arverettigheder til kongen af Brandenburg-Preussen, så at hans enke, Sophie Christiane, måtte opdrage sine sønner i små kår.
Frederik Christian var onkel til sin forgænger, Frederik, der døde barnløs, og bror til markgreven Georg Frederik Karl. Han tilhørte den yngre linje af Kulmbach-Bayreuth-linjen (Weferlingen-linjen) af de frankiske Hohenzollern-fyrster.
Uagtet de to fyrstelige brødre havde en så dygtig mand som den senere danske gehejmestatsminister grev Johan Sigismund Schulin til hofmester, og uagtet kronprins Christian (VI) tog sig meget af sine unge svogres opdragelse, blev disse dog meget uheldige personligheder. Moderen bosatte sig hos datteren i Danmark, og hun i forbindelse med kronprinsen, der troligt og med held virkede hos sin fader for sine svogre, skaffede snart disse adgang til embeder og hædersposter. Frederik Christian blev 1725, 17 år gammel, kaptajn i Livgarden til Fods, 1728 oberstløjtnant i Fynske Regiment og 6. juni 1731 Ridder af Elefanten. Allerede 1734 blev han chef for Fynske Regiment og fik ordenen de l'union parfaite samt en årlig apanage af en urimelig størrelse. Men han førte et i høj grad forfløjent og udsvævende liv, flakkede altid om i Tyskland og gav hyppigt lejlighed til, at Christian VI måtte skrive til ham i en hård og truende tone. Den ældste broder, Georg Frederik Carl, måtte endog til sidst arrestere ham og sætte ham fast på zlottet Blasenburg ved Bayreuth, men efter at han var blevet løsladt, blev han stadig betragtet som en dårlig og farlig person, der gjorde sin høje familie sorg og skam. Ikke desto mindre blev han generalmajor 1736 og generalløjtnant 1744. Han levede sin meste tid i Wandsbek, 1739 skilt fra sin hustru, Victoria Charlotte (datter af fyrst Viktor 1. Amadeus Adolph af Anhalt-Bernburg-Schaumburg-Hoym), med hvem han var blevet gift 1732.
I året 1763 succederede han i sine arvelande og blev året efter preussisk general. På grund af de elendige finanser stoppede han alle byggearbejder og -projekter, hvorfor de fleste kunstnere (bl.a. Carl von Gontard) tog til Frederik den Stores hof i Berlin i stedet. Han var meget svagelig i sine sidste leveår og døde 20. januar 1769. Den brandenborg-kulmbachske (bayreuthske) linje uddøde med ham.
Han var ridder af Den Hvide Ørns Orden og i øvrigt frimurer ligesom flere andre Hohenzollern-medlemmer. Han lod opføre et prægtigt rokokomausoleum i Weferlingen, hvor han dog ikke er bisat. Han er begravet i Bayreuth.

## Afkom
Frederik Christian ægtede Viktoria Charlotte af Anhalt-Bernburg-Schaumburg-Hoym (1715–1792), datter af fyrst Viktor I. Amadeus Adolph af Anhalt-Bernburg-Schaumburg-Hoym (1693–1772):
- Christiane Sophie Charlotte (* 15. Oktober 1733 in Neustadt an der Aisch – 8. oktober 1757 i Seidingstadt) – gift 20. januar 1757 på Christiansborg Slot med Ernst Frederik 3. af Sachsen-Hildburghausen (1727–1780)
- Sophie Magdalene (12. januar 1737 i Neustadt an der Aisch – 23. juli 1737 i Neustadt an der Aisch)